# Giuseppe Belli (Physiker)

Giuseppe Belli

Giuseppe Belli (* 25. November 1791 in Calasca; † 1. Juni 1860 in Pavia) war ein italienischer Physiker. 

## Leben
Belli studierte in Pavia, promovierte 1812 zum Dr. phys. et math. und war dann Ingenieur und Assistent in Pavia. 1821 wurde er in Milano zum ordentlichen Professor der Physik am Lyzeum Porta Nuove berufen. Ab 1842 war er an der Universität in Padua. Er übernahm den Lehrstuhl von Alessandro Volta.
Er leitete die Forschung unter anderem in den Bereichen Meteorologie und Thermologie. Sein hauptsächliches Interesse galt den elektrischen Phänomenen. Er baute zahlreiche wissenschaftliche Instrumente, darunter eine neue Art von Hygrometer, ein Psychrometer, einen elektrischen Duplizierer und einen Elektromotor.
Er war korrespondierendes Mitglied der Kaiserlichen Akademie der Wissenschaften zu Wien, Mitglied des Lombardischen Instituts der Wissenschaften, Mitglied der Königlichen Akademie in Turin und des Athenums in Brescia.

## Werke

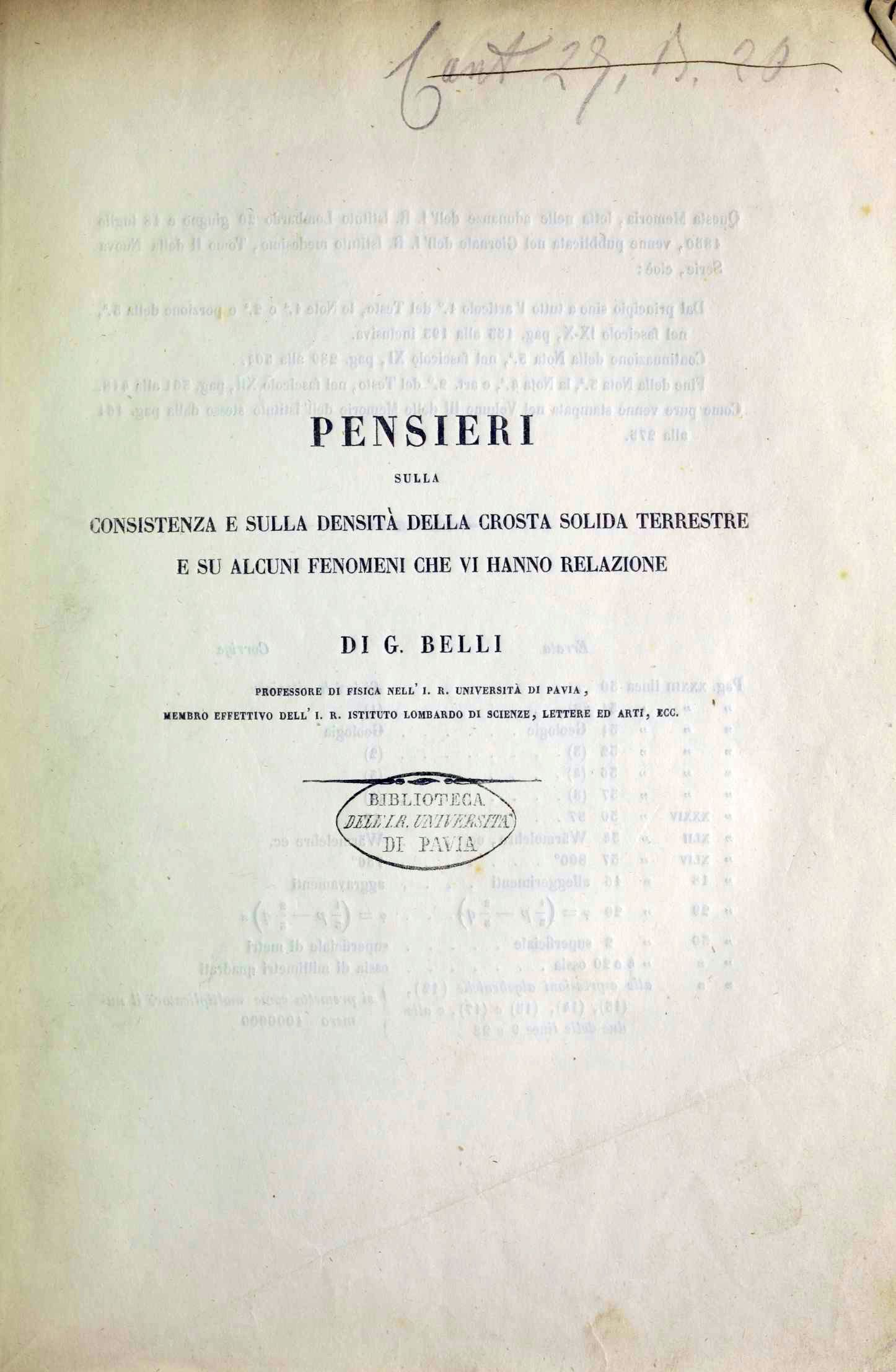
Pensieri sulla consistenza e sulla densità della crosta solida terrestre e su alcuni fenomeni che vi hanno relazione, 1856

- Corso elementare di fisica sperimentale. Band 1. Società tipografica de’ classici italiani, Milano 1830 (italienisch, beic.it).
- Corso elementare di fisica sperimentale. Band 2. Società tipografica de’ classici italiani, Milano 1831 (italienisch, beic.it).
- Corso elementare di fisica sperimentale. Band 3. Società tipografica de’ classici italiani, Milano 1838 (italienisch, beic.it).
- Corso elementare di fisica sperimentale. Band 4. Società tipografica de’ classici italiani, Milano 1838 (italienisch, beic.it).
- Pensieri sulla consistenza e sulla densità della crosta solida terrestre e su alcuni fenomeni che vi hanno relazione. Bernardoni, Milano 1856 (italienisch, beic.it).

## Einzelnachweis
1. ↑  Museo Galileo: Biographies – Giuseppe Belli

| Personendaten    | Personendaten          |
| ---------------- | ---------------------- |
| NAME             | Belli, Giuseppe        |
| KURZBESCHREIBUNG | italienischer Physiker |
| GEBURTSDATUM     | 25. November 1791      |
| GEBURTSORT       | Calasca                |
| STERBEDATUM      | 1. Juni 1860           |
| STERBEORT        | Pavia                  |